# Magyarok Hollywoodban könyvsorozat
A Magyarok Hollywoodban magyar filmtörténeti könyvsorozat a FilmHungary gondozásában. Ötletgazdái és állandó szerkesztői Takó Sándor és Kollarik Tamás.

## Története, jellemzői
A sorozat 2020-ban indult Hollywood két legendás stúdióalapítójának, Zukor Adolfnak és William Foxnak (szül. Fried Vilmos) az önéletírásával. Mindkét kötet eredetileg angol nyelven íródott. Adolf Zukor, a Paramount Pictures alapítójának, az amerikai filmgyártás atyjának önéletrajzi kötete, a The Public Is Never Wrong 1953-ban jelent meg, a kiadó gondozásában A közönség sohasem téved címmel olvasható magyar nyelven. William Fox, a 20th Century Fox alapítója, a hangosfilm úttörője Upton Sinclair presents: William Fox című életrajza 1933-ban jelent meg eredetileg, magyarul Upton Sinclar bemutatja: William Fox címmel került olvasók elé. Ők fektették le a hollywoodi stúdiórendszer alapjait.
A FilmHungary Kiadó által gondozott sorozat egyes kötetei nagy alakú, színes és fekete-fehér fényképekkel, plakátokkal gazdagon ellátott albumszerű művekben mutatják be egy-egy hollywoodi magyar filmes életművét. Értékének tekintik a filmszakmában a fentiek mellett, hogy kevésbé ismert magyar filmesekre is ráirányítja a szakma és a nagyközönség figyelmét. A sorozatot Dr. Takó Sándor többszörös Magyar-Mozgókép-díjas filmalkotó, a Pázmány Péter Katolikus Egyetem jogi karának oktatója, a Magyar Művészeti Akadémia alumni ösztöndíjasa, valamint Dr. Kollarik Tamás Bánffy Miklós-díjas, Nemeskürty István-díjas filmalkotó, a Moholy-Nagy Művészeti Egyetem oktatója szerkesztik.
A sorozat az elmúlt években az egyik legnépszerűbb kulturális sorozattá vált Magyarországon, a kötetek országszerte hozzáférhetők. A sorozat keretében jelent meg első ízben a Paramount Pictures alapító, Oscar-díjas Zukor Adolf, a 20th Century Fox stúdiót alapító William Fox önéletrajza, majd később a háromszoros Oscar-díjas Rózsa Miklós önéletírása is. A sorozat keretében jelent meg az első átfogó monográfia a magyar filmgyártás úttörőjéről, Janovics Jenőről, valamint egy életrajzi kötet a kortárs film ötszörös EMMY-díjas magyar legendájáról, a Simpson családot és a Fecsegő tipegőket is jegyző Csupó Gáborról.
A sorozatnak megindulása óta 2024-ig mindösszesen 7 kötete jelent meg.

## Részei
| Szerkesztő                                   | Szerző / Cím                                                                        | Élt         | Kiadás éve | ISBN szám     |
| -------------------------------------------- | ----------------------------------------------------------------------------------- | ----------- | ---------- | ------------- |
| szerk. Kollarik Tamás - szerk. Takó Sándor   | Zukor Adolf: A közönség sohasem téved                                               | 1873 - 1976 | 2020       | 9786156229007 |
| szerk. Kollarik Tamás - szerk. Takó Sándor   | Upton Sinclair bemutatja: William Fox                                               | 1879 - 1952 | 2020       | 9786156229021 |
| szerk. Kollarik Tamás - szerk. Takó Sándor   | Rózsa Miklós: Kettős élet                                                           | 1907 - 1995 | 2022       | 9786156229069 |
| szerk. Kollarik Tamás - szerk. Takó Sándor   | Hubai Gergely - Zene: Miklós Rózsa                                                  | 1907 - 1995 | 2022       | 9786156229083 |
| szerk. Kollarik Tamás - szerk. Zágoni Bálint | Janovics Jenő: Egy élet a magyar kultúra szolgálatában, a színháztól a mozivászonig | 1872 - 1945 | 2022       | 9786156229120 |
| szerk. Kollarik Tamás - szerk. Takó Sándor   | Csupó Gábor: A Pannónia stúdiótól a hollywoodi csillagig                            | 1952 -      | 2022       | 9786156229106 |
| szerk. Kollarik Tamás - szerk. Takó Sándor   | Kevin Macdonald: Pressburger Imre - Egy forgatókönyvíró élete és halála             | 1902 - 1988 | 2023       | 9786156229144 |